# Хащі
«Хащи»— украинский документальный проект, участники которого путешествуют по наиболее глухим и безлюдным селам Украины. По словам ведущего Владимира Кохана, этот проект об «Украине без косметики».

## История
Проект основала команда друзей из села Карижин в Хмельнитчине: Владимир и Александр Коханы, Максим Воскресенко, Василий Бурбас, Михаил Осацкий, Михаил Бабчук, Андрей Балан и Тарас Морозовский, которые в течение последних 10 лет исследуют заброшенные села и малоизвестные места. Для экспедиций они выбирают деревни, на грани вымирания или уже вымершие.
Первые видео на YouTube-канале начали публиковать в декабре 2018 года, а первый длинный выпуск о Северщине вышел в 2020 году: на Черниговщине Владимир Кохан, Максим Воскрекасенко и Михаил Осацкий преодолели пешком 60 км из-за огромного лесного массива вдоль белорусской границы.
В мае 2021 года «Хащи» приняли участие в винницком туристическом форуме «Уик-энд путешественников». В этом году получили поддержку от львовского ресторана «Криивка» и магазина Gorgany и приняли участие в проекте «Великий Конный Поход» в поддержку возрождения полесской популяции лошадей.